# Nová chronologie (Fomenko)
Nová chronologie Anatolije Fomenka je pokusem přepsat chronologii světových dějin, vycházejícím z předpokladu, že současná chronologie je od základu chybná.
Mezi předchůdce Fomenkových myšlenek se řadí Nikolaj Morozov (ruský básník, vědec a revolucionář, který zpochybňoval oficiální dataci i autora novozákonní knihy Zjevení známé též jako Apokalypsa) nebo francouzský barokní vědec Jean Hardouin, který mj. tvrdil, že zásadní díla antické klasiky nejsou než geniální falza napsaná mnichy ve 13. století. S Fomenkem na postulování základních myšlenek Nové chronologie spolupracovala a spolupracuje řada dalších ruských vědců, např. matematik Nosovskij.
Nová chronologie je podstatně kratší než oficiální chronologie, poněvadž celé antické dějiny jsou zhuštěny a raný středověk je úplně vyškrtnut. Podle Fomenka historie lidstva začíná kolem roku 800, o událostech kolem let 800 až 1000 n. l. nemáme téměř žádných zpráv a většina historických událostí, které známe, se odehrává v letech 1000–1500 n. l. Teprve potom přicházejí na řadu moderní dějiny, které jsou již přesné.
Nová chronologie je hlavním proudem historiografie zcela odmítána. V současném dějepisectví se sice několikrát objevily pokusy revidovat chronologii nejstarších dějin, žádný z historiků však nikdy nepojal tak radikální teorii jako Fomenko, podle nějž jsou i ty nejstarší události staré pouze stovky let.

## Stručné shrnutí Fomenkových tvrzení
1. Současná chronologie je tak dlouhá proto, že opakuje stejné historické příběhy pouze s jinými daty a jmény hlavních aktérů – stejné příběhy putují časem a mění místo děje především díky práci mnoha a mnoha kronikářů a překladatelů.
2. Současná chronologie, která je považována za pevně danou, pouze opakuje stále stejné události od roku 900 dále.
3. Současná chronologie byla „vymyšlena“ v 16. a 17. století.
4. Současné metody určování stáří nejstarších pramenů (archeologie, dendrologie, paleografie, uhlíková metoda C14 …) jsou v podstatě chybné, nepřesné a závislé na současné chronologii.
5. Neexistuje jediný dokument, který by mohl být spolehlivě datován dříve nežli do 11. století.
6. Starověký Egypt, Řecko a Řím jsou elaborovaným výplodem renesančních humanistů a církevních vzdělanců.
7. Starý zákon je pravděpodobně pouze určité ztvárnění středověkých událostí a Nový zákon je ve skutečnosti starší.
8. Současná chronologie má stejné, ne-li větší nedostatky jako Nová chronologie, tyto nedostatky jsou však obecně přehlíženy, bagatelizovány, takže se na první pohled zdá, že je vše v pořádku.
9. Egyptské a jiné horoskopy ve skutečnosti vycházejí z podoby hvězdné oblohy staré ne více než tisíc let.
10. Ježíš Kristus se narodil 1152 n. l. a byl ukřižován 1185 n. l.